# 乔彬
乔彬（1958年—），河南商丘人，汉族，中华人民共和国政治人物。

## 生平
毕业于商丘师范学院行政管理专业。加入中国共产党。担任商丘农产品中心批发市场董事长。2008年起担任全国人大代表。2013年，担任全国人大代表。2018年2月24日，当选为第十三届全国人大代表。